# جان شيندلر
جان شيندلر (بالتشيكية: Jan Schindler)‏ هو مجدف تشيكي، ولد في 4 سبتمبر 1978 في خب في التشيك.

## وصلات خارجية
- جان شيندلر على موقع الاتحاد الدولي للتجديف (الإنجليزية)
- جان شيندلر على موقع اللجنة الأولمبية الدولية (الإنجليزية)
- جان شيندلر على موقع أوليمبيديا (الإنجليزية)
- جان شيندلر على موقع اللجنة الأولمبية التشيكية (التشيكية)